# 歐洲魣
歐洲魣為輻鰭魚綱鱸形目鯖亞目金梭魚科的其中一種，分布於東大西洋區，從法國比斯開灣至安哥拉，包括地中海、黑海；西大西洋區，從百慕達群島至巴西海域，棲息深度可達100公尺，體長可達165公分，棲息在沿岸海域，屬肉食性，以魚類為食，可做為食用魚及遊釣魚，具利齒，易造成創傷。